# Valea Arinilor, Bacău
Valea Arinilor este un sat în comuna Măgirești din județul Bacău, Moldova, România.